# Nordleda
Nordleda is een gemeente in de Duitse deelstaat Nedersaksen. De gemeente maakt deel uit van de Samtgemeinde Land Hadeln in het Landkreis Cuxhaven.
Nordleda telt 1.045 inwoners.

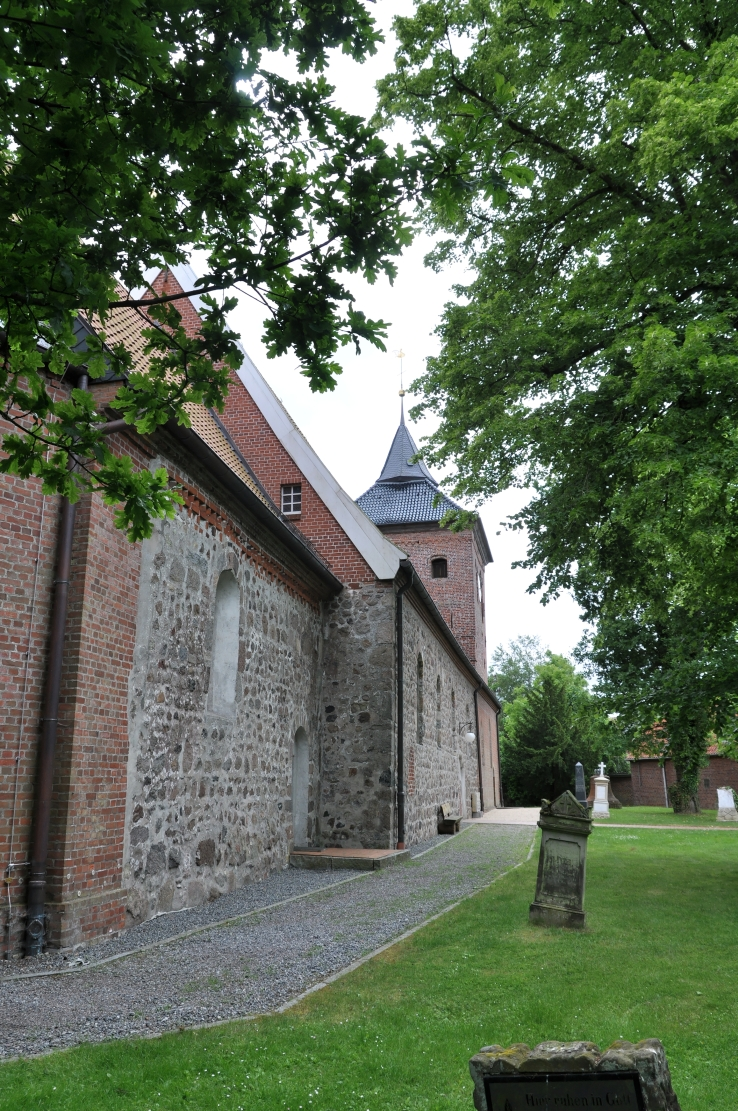
Nicolaikerk

 Het dorp is genoemd naar een waterloop Lee, en wordt voor het eerst vermeld in een oorkonde uit 1312. De dorpskerk, gewijd aan Nicolaas, is echter zeker 100 jaar ouder. Het bouwwerk, grotendeels gebouwd met veldkeien, dateert van rond 1200.

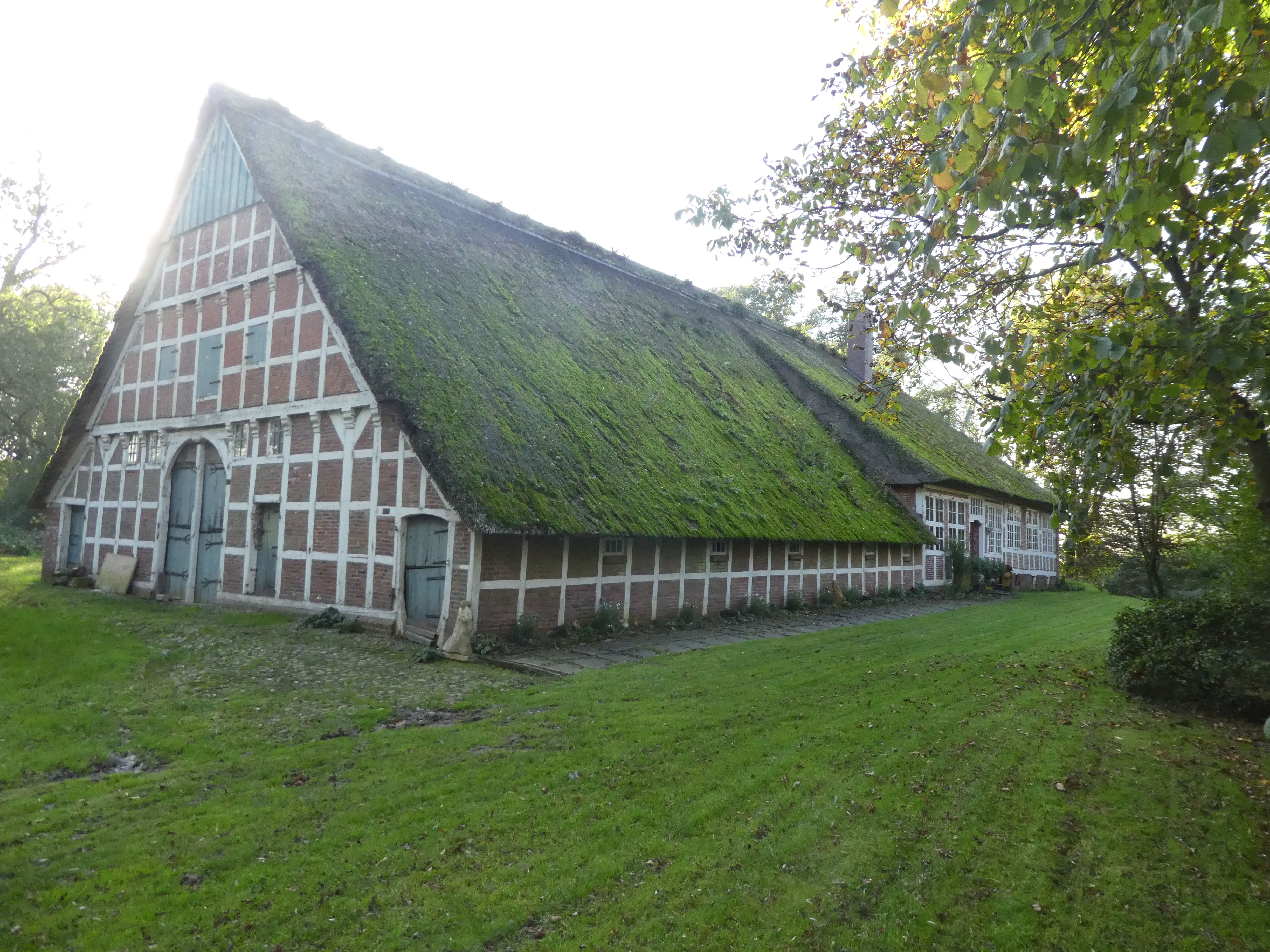
Boerderij Klosterhof, Nordleda

In en rondom het dorp staan enige monumentale boerderijen in de ook in het Alte Land  gebruikelijke vakwerkstijl.
Nordleda is voor het overige een tamelijk afgelegen, grotendeels nog agrarisch getint plattelandsdorp. Wel loopt er een toeristische fietsroute doorheen. 
- Gemeinsame Normdatei: 16179510-9
- Virtual International Authority File: 181683023
- WorldCat: E39PBJhhthw7rBJWc6WBHxwV4q